# Parti du peuple sud-ossète
Pour les articles homonymes, voir Parti du peuple.
Le Parti du peuple sud-ossète (russe : Народная партия Южная Осетия) est un parti politique d'Ossétie du Sud, une république indépendante partiellement reconnue du Caucase, considérée par la plupart des pays comme membre de la Géorgie. Aux élections de 2009, le parti récolta 9 des 34 sièges du Parlement de l'Ossétie du Sud. Son meneur actuel[Quand ?] est Kazemir Kazbekovich Pliyev.

## Promesses
Comme promesse électorale, le parti a promis des salaires décents, de la création d'emplois, l'augmentation des revenus, de l'éducation et de la santé, l'élimination des obstacles bureaucratiques, des garanties pour la propriété privée, les soins et le soutien pour les hommes au travail, la protection de la liberté économique, la protection des petites entreprises et moyennes entreprises, de créer des conditions favorables à l'investissement, de réduire les écarts d'alignement dans les revenus des populations par la création de systèmes robustes d'assurance obligatoire de l'État en réduisant la stratification sociale forte.